# Ойген Шмідт
Ойген Сталь Шмідт (дан. Eugen Stahl Schmidt; нар. 17 лютого 1862 — пом. 7 жовтня 1931) — данський спортсмен, олімпійський чемпіон з перетягування канату.

## Біографія
Народився 17 лютого 1862 року у Копенгагені.
Один із співзасновників спортивних клубів з веслування, гольфу, тенісу, гімнастики в різних містах Данії. Після заснування у 1887 році Polyteknisk Roklub, став головою Københavns Rokclub, веслувального клубу в Копенгагені. Член Ради директорів та президент Данської федерації веслування (1894—1896).
Учасник І літніх Олімпійських ігор 1896 року в Афінах (Греція). Виступав у змаганнях з легкої атлетики та кульової стрільби, проте значних досягнень не мав.
На II літніх Олімпійських ігор 1900 року в Парижі (Франція) змагався у перетягуванні канату за змішану команду. У єдиному поєдинку змагань змішана дансько-шведська команда перемогла команду Франції й виборола золоті олімпійські медалі.
Автор кількох книг про спорт, а також низки статей у газетах і журналах. Працював інженером у пивоварній компанії Carlsberg, згодом — в хімічній компанії у місті Ольборг.
Помер 7 жовтня 1931 року в Ольборзі, Північна Ютландія.

## Результати виступів
| Олімпійські ігри | Вид спорту           | Дисципліна                              | Команда         | Місце      |
| ---------------- | -------------------- | --------------------------------------- | --------------- | ---------- |
| Афіни 1896       | Легка атлетика       | чоловіки, біг на 100 метрів             | Данія           | 4/півфінал |
| Афіни 1896       | Кульова стрільба     | чоловіки, військова рушниця, 200 метрів | Данія           | 12         |
| Париж 1900       | Перетягування канату | чоловіки, перетягування канату          | Змішана команда | 1          |